# Comitê Olímpico Nacional de Antígua e Barbuda
O Comitê Olímpico Nacional de Antígua e Barbuda (código do COI: ANT) é o Comitê Olímpico Nacional (COI) que representa Antígua e Barbuda. É também o órgão responsável pela representação de Antígua e Barbuda nos Jogos da Commonwealth. O ANT é a Associação Olímpica Nacional que representa Antígua e Barbuda nos Jogos Olímpicos. A associação foi criada em 1966 e reconhecida pelo COI em 1976. O ANT é responsável por enviar atletas para competir nas Olimpíadas de Verão e Inverno, bem como nos Jogos da Commonwealth.